# Jan VII. Palaiologos
Jan VII. Palaiologos řecky Ιωάννης Ζ' Παλαιολόγος, Iōannēs VII Palaiologos; 1370 – 22. září 1408) byl byzantský císař v pěti měsících roku 1390.
Jan byl syn Andronika IV., spoluvládce Jana V., kterého roku 1390 svrhl a sám se prohlásil císařem. Pro své politické cíle využíval spolupráce s osmanským sultánem Bajezidem. Brzy byl však svržen svým strýcem Manuelem II. Avšak roku 1399 ho Manuel jmenoval svým spoluvládcem a Jan mu kupodivu zachoval absolutní věrnost. V té době vyrazil císař Manuel na západ hledat pomoc proti Turkům a Janovi byla svěřena správa Konstantinopole. Roku 1402 sultán Bajezid I. oblehl město a nabídl Janovi, aby se vzdal; oplátkou by ušetřil obyvatelstvo města drancování. Jan se však statečně držel dál. Město by bývalo padlo nebýt toho, že do Anatolie vtrhl Timur Lenk a sultán spěchal, aby svá území ubránil. Díky tomu byl konec říše oddálen o půl století.

## Život
Jan VII. Palaiologos byl synem císaře Andronika IV. Palaiologoa a Keracy Bulharské, dcery bulharského cara Ivana Alexandera a jeho první choti Theodory Valašské. Když jeho otec Andronikos IV. uzurpoval trůn svého otce Jana V. v roce 1376, Jan (VII.) se stal spoluvládcem. V roce 1379 byli otec i syn svrženi a částečně oslepeni, ale Andronikos IV. si podržel svůj císařský status a byla mu Janem V. přidělena Selymbrie (Silivri) jako léno. Po smrti Andronika IV. pravděpodobně nastoupil Jan (VII.) na otcovo místo. 14. dubna 1390 vypudil Jan VII. svého děda Jana V. z trůnu a vládl pět měsíců, než byl Jan V. znovunastolen svým synem Manuelem II. s pomocí republiky Benátské. Jan VII. nalezl 17. září 1390 azyl u osmanského sultána Bajezida I.; sultán potvrdil Janovo právo na léno jeho otce v Selymbrii. Vztahy s Manuelem II. se posléze zlepšily, neboť jej mohl považovat za možného dědice byzantského trůnu (jeho vlastní synové nebyli v té době ještě na světě).
Poté, co Bajezid I. roku 1399 zahájil obléhání Konstantinopole, které mělo trvat pět let, Manuel II. odjel hledat pomoc v západní Evropě a zanechal Jana VII., aby jako regent bránil město. Jan se chopil svých povinností dobře a doufal v zázrak. Sultán nabídl Janovi, aby se vzdal a že oplátkou ušetří obyvatelstvo města drancování. Jan se však statečně odmítl. Díky tomu byl konec byzantské říše oddálen o půl století. Kýžený zázrak nastal, když Bajezid byl poražen v červenci roku 1402 Tamerlánem v bitvě u Ankary. Porážka byla následována občanskou válkou v osmanském státě a osmanští princové se snažili o mír a spojenectví s byzantskou říší. Využívajíc dočasné slabosti říše Osmanů, uzavřel Jan VII. dohody, které Byzantincům zajišťovaly navrácení většiny Turky okupovaného evropského pobřeží Marmarského moře, navíc pak město Thessaloniki na pobřeží moře Egejského. (V Thessalonikách v době před dobytí Turky vládl právě Manuel II.) Po Manuelově návratu mu Jan VII. svědomitě předal zpět moc a bylo mu umožněno usadit se po zbytek svého života na odpočinek v Thessalonikách (mezi lety 1403 až 1408). Bylo mu též umožněno ponechat si císařský titul (basileos). Spoluvládcem v nám neznámém roce Jan učinil svého malého syna Andronika V., narozeného kolem roku 1400. Ten ale svého otce předešel a zemřel již roku 1407. Jan sám pak zemřel o rok později.

## Rodina
Se svou ženou Irene Gattilusio měl Jan VII. Palaiologos nejméně jednoho syna Andronika (V.) Palaiologa.